# Биккембергс, Дирк

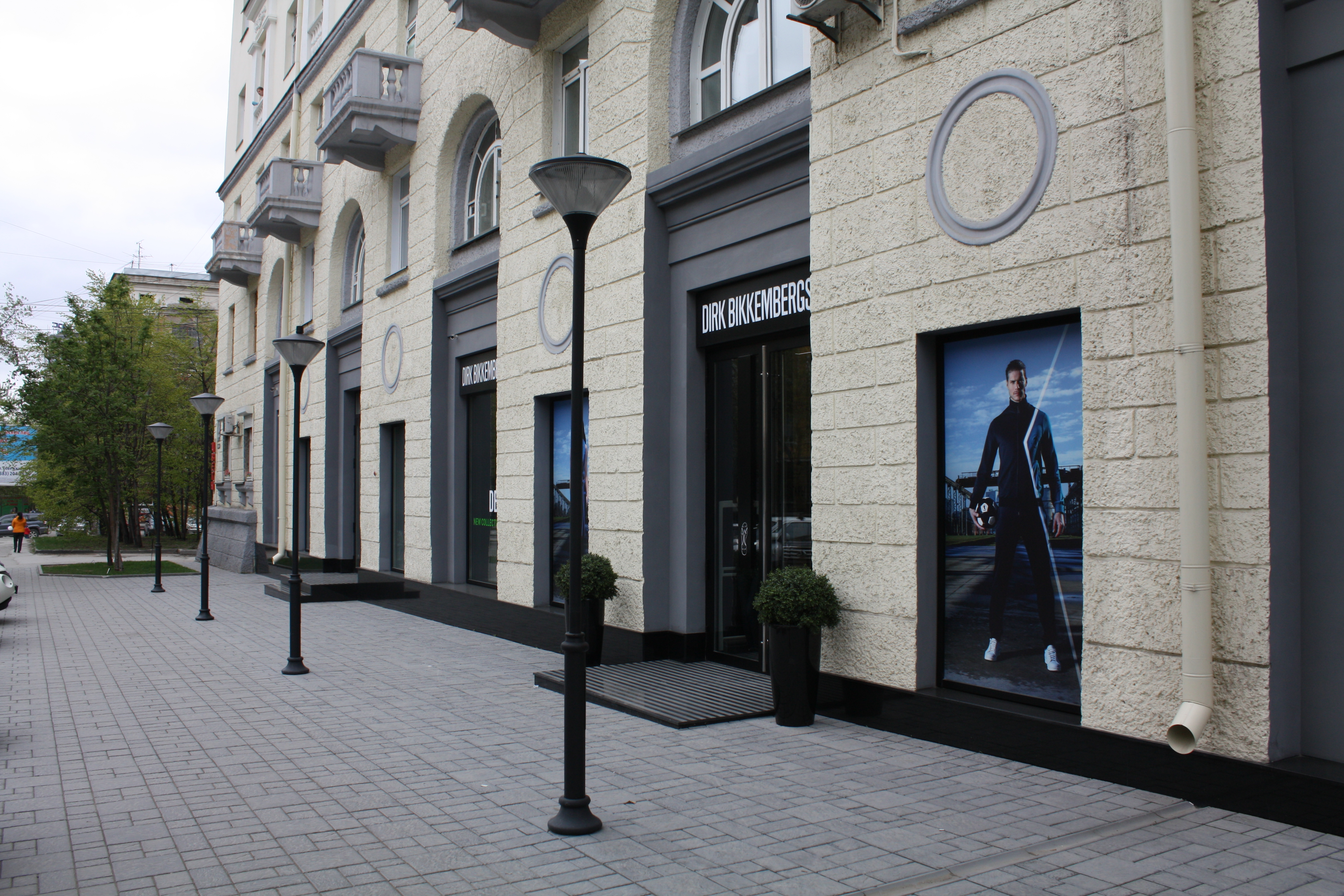
Бутик Дика Биккембергса

Дирк Биккембергс — бельгийско-немецкий дизайнер одежды. Один из родоначальников направления sports casual в мировой моде. Ему приписывают попытку первым совместить высокую моду и спорт. Участник легендарной «Антверпенской шестерки» — неофициального названия шести выдающихся выпускников Королевской академии изящных искусств Антверпена.

## Биография
Дирк Биккембергс родился 2 января 1959 года в немецком городе Бонн. Несмотря на желание родителей видеть сына юристом, после окончания школы, Дирк Биккембергс поступает в легендарную Королевскую академию изящных искусств в бельгийском Антверпене.
В 1985 году талант Дика отмечают организаторы премии «Золотое веретено (премия)», награждая его как «лучшего молодого дизайнера».